# Goyu-shuku

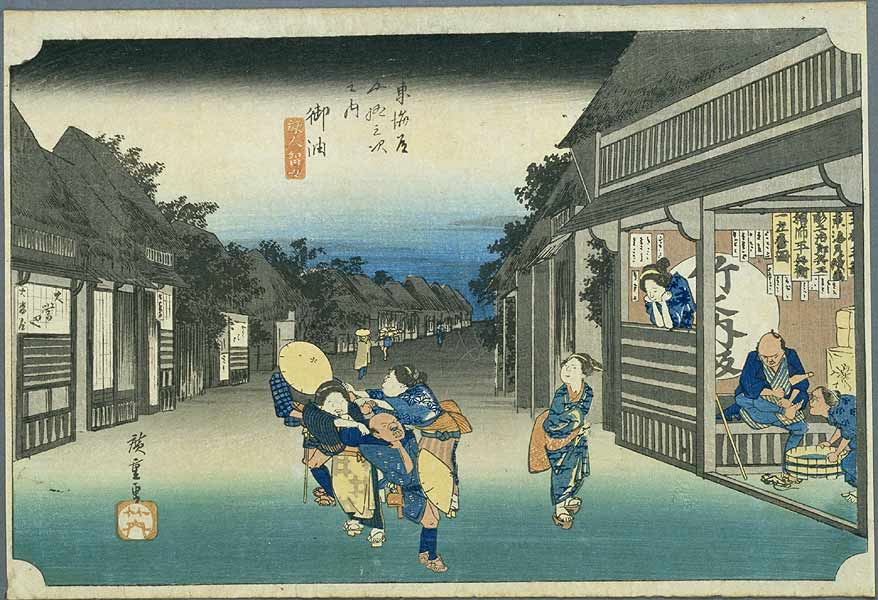
Goyu-shuku dans les années 1830, estampe de Hiroshige de la série les Cinquante-trois Stations du Tōkaidō.

Goyu-shuku (御油宿, Goyu-shuku) était la trente-cinquième des cinquante-trois stations du Tōkaidō. Elle se trouve située à Goyu-chō dans la ville de Toyokawa, préfecture d'Aichi au Japon. Une colonnade de pins, l'un des rares témoignages qui restent de la shukuba, la station-relais de l'époque Edo, constitue une scène bien connue des touristes. Goyu-shuku se trouvait à environ 10,4 km de Yoshida-juku, la station qui la précède.

## Histoire
Goyu-shuku fut établie en 1601 à la demande de Tokugawa Ieyasu. Du temps de sa plus grande prospérité, elle hébergeait quatre honjin, encore qu'aucune station n'en avait moins de deux. L'estampe classique ukiyo-e d'Ando Hiroshige (édition Hoeido) de 1831-1834 montre la rue principale de la shukuba au crépuscule, quand deux agressives rabatteuses (la station était d'ailleurs défavorablement connue pour cette singularité) essayent d'emmener des voyageurs passer la nuit dans leur auberge ou leur maison de thé. 
Durant la période Meiji, l'office central du district de Hoi fit de la station son centre officiel. Mais quand la ligne principale Tōkaidō fut construite et contourna Goyu-shuku, la ville ne connut pas le même essor que Mito et Gamagōri.
Quand plus tard la Nagoya Railroad installa ce qui allait devenir la ligne principale Meitetsu Nagoya, une gare fut ouverte dans l'ancienne Goyu-shuku. La ville ne recouvra cependant pas sa prospérité antérieure à la période Meiji car les trains express ne s'arrêtaient pas à la gare. Cette situation amena finalement à déplacer les bureaux du district et les postes de police à la toute proche Kō-chō, zone de Toyokawa.
En 1959, l'ancienne ville de Goyu fusionna avec la ville de Toyokawa.

## Stations voisines
Tōkaidō
Yoshida-juku – Goyu-shuku – Akasaka-juku